# Inga Lindström: In den Netzen der Liebe
In den Netzen der Liebe ist ein deutscher Fernsehfilm von John Delbridge aus dem Jahr 2005. Er ist Bestandteil des ZDF-Herzkino-Sonntagsfilms und der zwölfte Film der Inga-Lindström-Reihe nach der gleichnamigen Erzählung von Christiane Sadlo. Die Hauptrollen sind mit Claudelle Deckert, Patrik Fichte und Katja Weitzenböck besetzt.

## Handlung
Paula Rondahl wohnt mit ihrer Schwester Agneta und deren Tochter Gitta gemeinsam im Küstenort Holmsund. Sie ist Fischerin, ihre Schwester leitet das gemeinsame Hotel. Als sie am Morgen rausfährt, kreuzt sie eine Segeljacht, auf der ein Mann und eine Frau unterwegs sind. Ihre Blicke kreuzen sich, irgendwie ist ihr der Mann sympathisch. Mattias ist unterwegs mit seiner Geschäftspartnerin Silke, sie haben gemeinsam eine Reiseagentur für Segeltörns, und wollen nach Holmsund, um neue Segel zu kaufen. Agneta erhält von der Fischfirma Niklasson einen Brief mit einem Kaufangebot. Sie hat aber kein Interesse an einem Verkauf. Als Paula von ihrem Fang zurückkehrt, hat sie Probleme mit dem Motor ihres Schiffes. Hannes, ein anderer Fischer, will sich das mal ansehen. Sie geht derweilen ihren Fang ausliefern, dabei stößt sie mit dem Fahrrad mit Mattias zusammen. Sie kommen ins Gespräch und flirten miteinander. Danach bringt Paula die Fische ins Hotel, ihre Schwester informiert sie über den Brief. Irgendwie ist sie sich plötzlich nicht mehr sicher, ob sie bei dem Angebot nicht doch verkaufen soll. Paula redet es ihr aber aus.
Der Motor des Schiffes von Paula ist hinüber, wie Hannes festgestellt hat. Er kennt aber eine Werkstatt in Stockholm, wo sie einen günstigen gebrauchten Motor bekommen kann. Als sie danach den Rest der Fische ausliefern will, stößt sie wieder mit Mattias zusammen. Agnetas Tochter Gitta besucht nach der Schule noch den Hof von Bauer Gunnar, dem Freund ihrer Mutter, weil ein Kälbchen auf die Welt gekommen ist. Das Verhältnis zwischen Agneta und Gunnar ist komisch, er hätte gerne, wenn sie mit Gitta zu ihm zieht und das Hotel aufgibt. Sie will aber nicht, weil sie Bindungsängste hat, seit sie geschieden ist. Agnetas Koch Nils hat auch herausgefunden, weshalb Niklasson ihr Hotel kaufen will: sie wollen ihre neue Firmenzentrale dort bauen. Mattias erhält eine Anruf seiner Mutter, sie will ihn am nächsten Tag unbedingt in Stockholm sehen.
Mattias ist der Sohn von Henrike Niklasson, der Besitzerin der Firma, die das Hotel kaufen will. Sie bittet ihren Sohn, für vier Wochen die Leitung der Firma zu übernehmen, da sie eine Reise durch Australien machen will, um sich vom Firmenstress zu erholen. Dabei soll er auch den Kauf des Hotels abwickeln. Ihr Assistent Sven Weigland instruiert ihn über das Vorgehen. Als Mattias draußen mit Silke telefoniert, um sie über die neue Situation zu informieren, sieht er wie Paula mit ihrem kaputten Schiff durchfährt. Er lässt sich zu ihr hinbringen, sie ist total überrascht. Da die Reparatur fünf bis sechs Stunden dauert, lädt Mattias Paula ein, ihr Stockholm zu zeigen. Dabei kommen sie sich näher und küssen sich. Als sie am Abend wieder nach Holmsund zurückkehrt, weiß sie nur, dass Mattias geschäftlich in Stockholm ist, aber nicht, dass er bei Niklasson arbeitet. Als er die letzten Instruktionen erhält, erfährt er auch, wo sich das Hotel befindet, er ist erstaunt. Paula ist hin und weg und erzählt alles ihrer Schwester. Da erhält sie einen Anruf von Mattias, der sich mit ihr verabreden will, weil er einen Termin in Holmsund hat.
Mattias trifft vor dem Hotel auf Agneta, sie lässt ihn aber abblitzen, weil sie nicht verkaufen will. Er geht daraufhin an den Hafen um auf Paula zu warten. Sie ist erstaunt, dass er noch da ist, er erklärt ihr, dass er länger bleiben muss, weil seine Verhandlungen nicht erfolgreich waren. Agneta zweifelt immer mehr, ob es nicht besser wäre, zu verkaufen, aber Paula redet es ihr wieder aus. Paula verbringt danach die Nacht zusammen mit Mattias auf seiner Segeljacht. Am nächsten Morgen geht Agneta zu Gunnar und macht Schuss mit ihm. Er ist vor den Kopf gestoßen, weiß aber dass er nichts dafür kann. Als sie danach auf dem Weg ins Hotel ist, ruft Nils sie an, um ihr mitzuteilen, dass ihre Bank sie sehen will. Beim Termin in der Bank erfährt sie, dass sie ihren Kredit innerhalb eines Monats zurückzahlen muss, was sie nicht kann. Sie informiert ihre Schwester darüber, sie ist deshalb immer mehr überzeugt, dass sie verkaufen soll. Paula will aber zuerst noch mit der Bank sprechen, hat aber ebenfalls keinen Erfolg. Mattias startet nochmals einen Versuch, Agneta wirft ihm vor, dass er etwas mit der Kündigung des Kredits zu tun haben könnte, was er aber verneint.
Gunnar geht im Hotel vorbei, um mit Agneta zu sprechen, sie lässt ihn stehen. Nils erklärt ihm, weshalb sie so durcheinander ist. Paula ist ziemlich aufgebracht und spricht mit Mattias darüber. Dabei erhält sie einen Anruf von Nils, sie müsse sofort ins Hotel kommen. Sie erfährt, dass es in der Küche gebrannt hat und die Leitungen erneuert werden müssen. Agneta hat genug und will aufgeben. Mattias geht nach Stockholm, er will telefonisch mit seiner Mutter Kontakt aufnehmen. Sven erfährt den Grund, er will die Pläne für Holmsund ändern, was ihn erstaunt. Zurück im Hotel will Mattias Agneta mitteilen, dass er kein Interesse mehr hat, sie will nun aber verkaufen. Danach trifft er sich mit Paula, dabei wird er von Gitta beobachtet. Sie erkennt ihn und erzählt es sofort ihrer Mutter. Gleichzeitig erfährt Mattias, dass Paula etwas mit dem Hotel zu tun hat. In dem Moment, als er ihr gestehen will, wer er ist, ruft Agneta an und erzählt es ihr. Paula ist konsterniert, er versucht ihr zu erklären, dass er nicht gewusst hat, wer sie ist. Sie glaubt ihm nicht und wirft ihm vor, absichtlich mit ihr angebandelt zu haben. Sie geht zu Agneta um ihr Leid zu klagen, sie glaubt nicht, dass er in Absicht gehandelt hat. Als Mattias Sven mitteilt, dass das Projekt in Holmsund endgültig gestorben ist, findet er heraus, dass Sven hinter dem gekündigten Kredit steckt. Er ruft Paula an, um ihr alles zu erklären, sie legt aber wütend auf.
Gunnar hat von den Problemen erfahren und bietet Agneta und Paula an, sie finanziell zu unterstützen. Agneta will aber nicht, weil sie meint, Gunnar wolle sie damit an sich binden. Auch Paula lehnt ab. Die beiden Schwestern sprechen sich aus, beide wollen nicht wahrhaben, was für Fehler sie mit ihren Freunden machen und dass sie um ihre Beziehungen kämpfen müssen. Agneta geht zu Gunnar, um sein Angebot nun doch anzunehmen. Paula fährt mit dem Schiff nach Stockholm, Mattias ist mit dem Wagen unterwegs nach Holmsund. Unterwegs sieht er sie, sie treffen sich am Ufer. Sie versöhnen sich, er erklärt ihr alles und ebenso, dass er sie nie mehr gehen lassen will. Er hat sich entschieden in der Firma zu bleiben und vieles zu verändern. Danach gehen sie ins Hotel und erfahren von Agneta, dass sie den Kredit von Gunnar angenommen hat. Paula macht ihr klar, dass sie fast alles richtig gemacht hat. Agneta geht nochmals zu Gunnar und gesteht ihm ihre Liebe. Als nun alles geklärt ist, treffen sich alle im Garten des Hotels zu einem Essen. Da taucht Mattias Mutter auf, um ihm mitzuteilen, dass sie einen Mann kennengelernt hat und nach Australien auswandert.

## Hintergrund
In den Netzen der Liebe wurde vom 27. Juli bis zum 23. September 2005 an Schauplätzen in Schweden gedreht. Produziert wurde der Film von der Bavaria Fiction GmbH.

## Rezeption

### Einschaltquote
Die Erstausstrahlung am 26. März 2006 im ZDF wurde von 7,09 Millionen Zuschauern gesehen, was einem Marktanteil von 19,3 % entspricht.

### Kritiken
Die Kritiker der Fernsehzeitschrift TV Spielfilm zeigten mit dem Daumen geradeaus und fassten den Film mit den Worten „Grätenfreier Zielgruppen-Kitsch“ kurz zusammen.